# Maytenus manabiensis
Maytenus manabiensis är en benvedsväxtart som beskrevs av Ludwig Eduard Theodor Loesener. Maytenus manabiensis ingår i släktet Maytenus och familjen Celastraceae. Inga underarter finns listade.